# Jupiaba elassonaktis
Jupiaba elassonaktis är en fiskart som beskrevs av Pereira och Paulo Henrique Franco Lucinda 2007. Jupiaba elassonaktis ingår i släktet Jupiaba och familjen Characidae. Inga underarter finns listade i Catalogue of Life.